# Хабібулла Хан
Хабібулла Хан (пушту حبيب الله خان; д/н — після 1823) — емір й хан Кабула у 1823 році.

## Життєпис
Походив з пуштунського клану Баракзай. Онук Паїнди Хана. Син Мухаммад Азама, хана Кабула і Пешавару. Його матір була з пуштунського клану Поползай. Відомостей про нього обмаль. 1823 року після смерті батька успадкував Кабульське ханство і титул везир-і азам. Пешаварське ханство перейшло під спільно управління його стрйиків Султан Мухаммед-хана, Пир Мухаммед-хана і Сеїд Мухаммед-хана.
Був ймовірно досить молодим, тому сардаром (на кшталт регента) став Султан Мухаммед-хан. За деякими відомостями був оголошений еміром. Щодо цього є суперечності, оскільки невідомо, коли саме у 1823 році було повалено Аюб-Шаха Дуррані: це зсталося за короткого панування Хабібулла Хан або вже  за його наступника. Останнє є більш ймовірним. Того ж, 1823 року, повалений стрийком Шерділ-ханом, який того ж року під тиском братів вимушен був поступитися Кабулом Султан Мухаммед-хану. 
Деякий час Хабібулла Хан мешкав при дворі стрийка Дост Мухаммед-хана в кухістані. Потім перебрався до Пешаварського ханства, де отримав володіння вартістю 120 тис. рупій, але погиркався з правителями ханства, рушивши до Кандагару. На шляху до якого помер.